# 교두보를 공격하라
《교두보를 공격하라》(Beachhead)는 1954년 개봉한 미국의 전쟁 드라마 영화이다. 리처드 G. 휴블러의 소설이 원작으로 일본군이 점령 중인 솔로몬 제도의 슈와죌 섬을 배경으로 한 전쟁 영화이다.

## 출연

### 주연
- 토니 커티스 : 버크 역
- 프랑크 러브조이 : 프랭크 역
- 메리 머피 : 나나 부샤르 역

### 조연
- 에드워드 프란츠 : 부샤르 역
- 스킵 호메이어 : 레이놀즈 역
- 존 두셋 : 스콧 역
- 앨런 웰스 : 비거맨 역